# Yukon
Lo Yukon (AFI: /ˈjuːkon/) è uno dei tre territori del Canada, situato nel nord-ovest del Paese, con capoluogo Whitehorse. Il nome deriva dal fiume Yukon, che nella lingua del popolo Gwich'In significa "grande fiume". Anche chiamato Territorio dello Yukon (Yukon Territory) (nel 2003, con un aggiornamento dello Yukon Act, il nome ufficiale è stato confermato essere Yukon, tuttavia l'abbreviazione usata per fini postali è YT), è entrato nella Federazione canadese il 13 giugno 1898 dopo aver fatto parte per tre anni dei Territori del Nord-Ovest.

## Storia
Molto prima dell'arrivo degli europei, lo Yukon settentrionale apparteneva alla Beringia (il ponte di terra dello stretto di Bering). Per questo motivo, i più antichi ritrovamenti di abitazioni umane in tutto il Nord America furono effettuati nello Yukon, vicino a Old Crow. Nell'800 a.C. circa, il vulcano Monte Churchill, vicino al confine con l'Alaska, eruttò coprendo di cenere lo Yukon meridionale con uno strato ancora oggi visibile lungo la Klondike Highway. Racconti delle Prime Nazioni dello Yukon, che abitavano la zona costiera ed interna, parlano degli effetti dell'eruzione e della morte di animali e del pesce.
La storia moderna dello Yukon ebbe inizio nel 1825, quando John Franklin ne visitò la costa settentrionale. La Compagnia della Baia di Hudson stabilì alcuni avamposti commerciali lungo il fiume Yukon intorno al 1840; seguirono l'arrivo di missionari e della spedizione telegrafica della Western Union. La regione rimase quasi priva di popolazione di origine europea fino al 1896, anno in cui nel Klondike ebbe inizio la corsa all'oro, che provocò numerosi arrivi e una consistente crescita demografica.
La popolazione diminuì in maniera notevole in seguito al graduale esaurimento delle risorse minerarie: nel 1921 lo Yukon contava appena 4 914 abitanti. Grazie alla costruzione dell'Alaska Highway nel 1941 e, negli anni sessanta, alla ripresa dell'attività estrattiva, si verificò una nuova crescita demografica.

## Geografia fisica

### Territorio
Il Territorio dello Yukon è delimitato a nord dal mare di Beaufort, un braccio del Mar Glaciale Artico; a est dai Territori del Nord-Ovest; a sud dalla Columbia Britannica; a ovest e nord-ovest dallo Stato americano dell'Alaska. I monti Mackenzie costituiscono la maggior parte del confine orientale. Il capoluogo è Whitehorse.
La regione ha una superficie di 482443 km², con distanze massime di 1045 km da nord a sud e di 930 km da est a ovest. L'altitudine va dal livello del mare fino ai 5959 m del monte Logan, la seconda vetta più alta dell'America settentrionale.
Gran parte dell'area meridionale e centrale del territorio è occupata da elevati altopiani interrotti da catene montuose che in alcuni punti superano i 2000 m; a sud-ovest di quest'area si innalzano i Monti Sant'Elia, con numerosi picchi che superano i 3000 m. A est si trovano le catene Mackenzie, Selwyn e Richardson, mentre i monti Ogilvie chiudono a sud il bacino del fiume Porcupine. La zona delle pianure settentrionali è formata dal bacino del fiume Peel, a nord-est, e dalla pianura costiera artica, all'estremo nord.

#### Idrografia
Il principale fiume della regione è lo Yukon, i cui maggiori affluenti sono il Pelly, il Macmillan, lo Stewart, il White, e il Klondike a sud, il Porcupine, che confluisce nello Yukon in Alaska, a nord. Altri fiumi importanti sono il Liard e il Peel che confluiscono nel Mackenzie. Tra i numerosi laghi del territorio si citano il Kluane, l'Aishihik, il Teslin, il Laberge, il Kusawa e il Wolf.

### Clima
Il clima dello Yukon è di tipo subartico continentale, con inverni particolarmente rigidi ed estati calde ma molto brevi; le temperature medie annuali variano dai −11,1 °C a nord-ovest, ai −0,6 °C nell'estremo sud-ovest. La temperatura più bassa mai registrata fu di −63 °C nel 1947 (la più bassa mai registrata nell'America settentrionale; tuttavia un'altra località reclama −65 °C) a Snag (media di gennaio: −25-−36 °C), nel sud-ovest, la più alta di 36,1 °C nel 1949, a Mayo. Le medie di gennaio vanno dai −18 °C delle zone vicine la costa ai −32 °C di quelle interne a nord (−26,7-−35,7 °C le medie di gennaio a Old Crow 1971-2000), mentre a luglio sono sui 14-17 °C. La media delle precipitazioni annue è compresa tra i 229 e i 330 mm.

## Ambiente

### Flora
Le foreste coprono il 57% della superficie dello Yukon; la metà meridionale del territorio si trova nella zona della foresta subartica, o taiga, dove crescono soprattutto i pecci (Picea mariana e Picea glauca) e due specie di pioppi (Populus tremuloides e Populus balsamifera); diffusi nel sud del territorio sono inoltre l'abete delle rocce (Abies lasiocarpa), la betulla (Betula neoalaskana) e il pino (Pinus contorta). Estese foreste sono presenti anche nella valle del fiume Liard, nell'estremità sudorientale della regione. A nord le foreste lasciano il posto alla tundra.

### Fauna
Tra i mammiferi di grandi dimensioni che popolano lo Yukon vi sono il caribù, l'alce, l'orso nero, il grizzly, il lupo dello Yukon e la capra di montagna, mentre tra quelli più piccoli si citano lo scoiattolo di terra, la lince, la volpe, il topo muschiato, il castoro, il visone, la lontra e la martora. Le acque della regione sono ricche di salmoni, lucci, temoli, trote e lavarelli.

## Società

### Evoluzione demografica
Nel 2006 lo Yukon aveva una popolazione di 30 372 abitanti, con una densità media di 0,06 abitanti per km². Secondo il censimento canadese del 2001, il gruppo etnico predominante è inglese (27,1%), seguito da Prime nazioni (22,3%), scozzesi (21,9%), irlandesi (19,1%), tedeschi (14,3%) e francesi (13,4%).
Inglese e francese sono le due lingue ufficiali, ma vengono riconosciute anche le lingue aborigene. L'85,69% della popolazione è anglofono, il 3,69% è francofono, il 2,59% parla tedesco come lingua madre.

### Popolazione
Popolazione dello Yukon dal 1901:
| Anno | Popolazione | Variazione % in 5 anni | Variazione % in 10 anni | Posto fra le province e i territori |
| ---- | ----------- | ---------------------- | ----------------------- | ----------------------------------- |
| 1901 | 27 219      | n/d                    | n/d                     | 10                                  |
| 1911 | 8 512       | n/d                    | -68,7                   | 10                                  |
| 1921 | 4 157       | n/d                    | -51,1                   | 11                                  |
| 1931 | 4 230       | n/d                    | 1,8                     | 11                                  |
| 1941 | 4 914       | n/d                    | 16,2                    | 11                                  |
| 1951 | 9 096       | n/d                    | 85,1                    | 12                                  |
| 1956 | 12 190      | 34,0                   | n/d                     | 12                                  |
| 1961 | 14 628      | 20,0                   | 60,8                    | 12                                  |
| 1966 | 14 382      | -1,7                   | 18,0                    | 12                                  |
| 1971 | 18 390      | 27,9                   | 25,7                    | 12                                  |
| 1976 | 21 835      | 18,7                   | 51,8                    | 12                                  |
| 1981 | 23 150      | 6,0                    | 25,6                    | 12                                  |
| 1986 | 23 505      | 1,5                    | 7,6                     | 12                                  |
| 1991 | 27 797      | 18,3                   | 20,0                    | 12                                  |
| 1996 | 30 766      | 10,7                   | 30,9                    | 12                                  |
| 2001 | 28 674      | -6,8                   | 3,2                     | 12                                  |
Fonte: Statistics Canada

## Economia

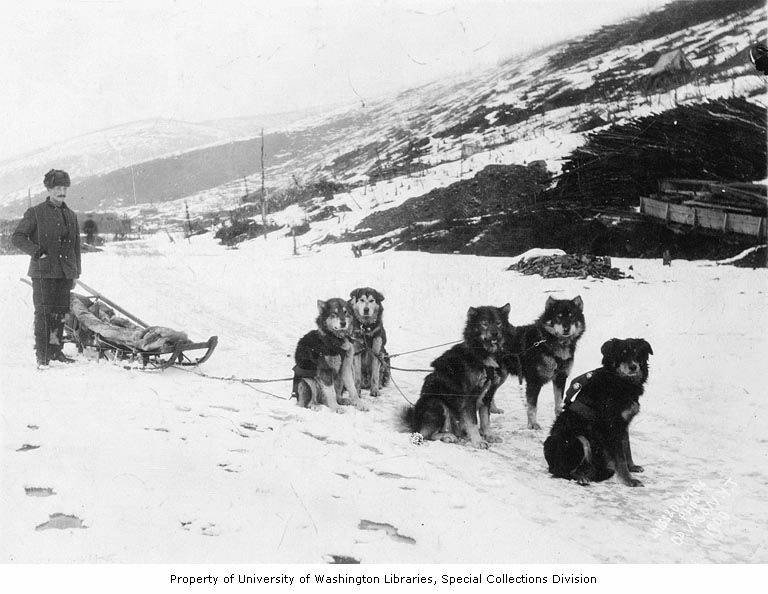
Sleddog

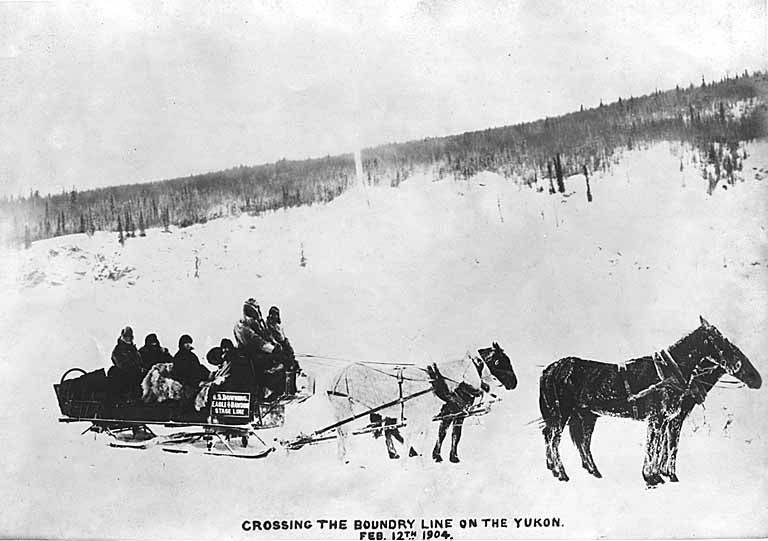
Slitta d'epoca

Oltre all'attività estrattiva (oro, piombo, zinco, argento e rame) che, in seguito alla scoperta dell'oro nel 1896, è divenuta la principale fonte di ricchezza dello Yukon, si è assistito allo sviluppo del settore turistico, dei trasporti, del commercio e della pubblica amministrazione. L'agricoltura e la silvicoltura hanno scarsa importanza, mentre il commercio della pelliccia, un tempo principale voce dell'economia amerindia, è attualmente in declino. Il settore manifatturiero è scarsamente sviluppato.

## Ordinamento politico
L'ordinamento dello Yukon devia significativamente rispetto agli altri territori, ed è in diversi aspetti più simile all'ordinamento delle province. Basato sul sistema parlamentare Westminster, nello Yukon generalmente i candidati si presentano alle elezioni e agiscono in assemblea come espressioni di partiti politici, in modo simile alle province canadesi. Si tratta dell'unico territorio con l'esplicita intermediazione dei partiti, in quanto in Nunavut e nei Territori del Nord-Ovest i parlamentari sono esclusivamente indipendenti e l'amministrazione si basa su governi di consenso.
Il potere esecutivo è detenuto da un consiglio o Gabinetto (a capo del quale è posto un premier), i cui membri sono scelti tra i 19 componenti dell'Assemblea legislativa, eletti ogni quattro anni a suffragio universale. La supervisione per conto del governo federale è affidata a un commissario governativo.